# Дзіковець (Нижньосілезьке воєводство)
Дзіковець (пол. Dzikowiec, нім. Ebersdorf) — село в Польщі, у гміні Нова Руда Клодзького повіту Нижньосілезького воєводства.
Населення — 866 осіб (2011).
У 1975-1998 роках село належало до Валбжиського воєводства.

## Демографія
Демографічна структура станом на 31 березня 2011 року:
|          | Загалом | Допрацездатний вік | Працездатний вік | Постпрацездатний вік |
| -------- | ------- | ------------------ | ---------------- | -------------------- |
| Чоловіки | 430     | 68                 | 317              | 45                   |
| Жінки    | 436     | 81                 | 265              | 90                   |
| Разом    | 866     | 149                | 582              | 135                  |